# John Dakyn
John Dakyn (né en 1497 et mort le 9 novembre 1558) est un prêtre et historien anglais. Il est archidiacre du Yorkshire de l'Est et chroniqueur du Pèlerinage de Grâce,.

## Carrière
John Dakyn commence sa carrière cléricale avec le poste de chancelier de l'évêque de Bath et Wells, William Knight, et devient bientôt son exécuteur testamentaire et son vicaire général tandis que Knight était absent pour assister l'archidiacre de Richmond. En 1551, il obtient le poste de vicaire général du diocèse d'York et est nommé archidiacre du Yorkshire de l'Est. En 1554, il devient recteur de Kirkby Ravensworth. En 1556, il y crée une école et un hospice.
Alors qu'il est responsable du nord de l'Angleterre, Dakyn se construit une sordide réputation en brûlant les hérétiques au cours des trois dernières années du règne de Marie Ire d'Angleterre, comme le confirme la phrase de John Foxe : « aussitôt après avoir prononcé la sentence ordonnant que l'autre fût brûlé, Dakins rentra chez lui et ne connut plus jamais de joie, puis mourut ».